# La Guigne l'emporte
Pour plus de détails, voir Fiche technique et Distribution.
La Guigne l'emporte (Das haut den stärksten Zwilling um) est un film allemand réalisé par Franz Josef Gottlieb sorti en 1971.
Il s'agit d'une adaptation du roman Deux pour une d'Erich Kästner.

## Synopsis
Peter Werner, fonctionnaire, vit séparé de sa femme Grit, photographe de mode. Les filles jumelles communes vivent également séparément : Gaby vit avec son père à Munich, tandis qu'Ulli vit avec sa mère à Londres. Un jour, Grit ira à Munich pour faire des affaires et veut amener Ulli. Peter prétend que tous les hôtels sont complets, donc Ulli et Grit couchent chez lui. Cependant, depuis que Peter a vu un chat noir, croisé trois religieuses et cassé un miroir, il est maintenant suivi par la malchance. Beaucoup de choses vont de travers et quand Grit doit travailler au milieu d'un dîner romantique, Peter se saoule sans retenue. Avec son locataire aussi ivre Wondrak, il écrit à son patron une lettre pleine d'insultes. Peter se réveille le lendemain matin avec la gueule de bois et demande à ses deux filles à côté de lui de poster la lettre. Quand il est à nouveau sobre, il tente en vain de récupérer la lettre. Entre autres choses, il pénètre dans la Poste et dérange trois véritables cambrioleurs. Les trois hommes simples d'esprit font tomber le butin puis s'enfuient avec des sacs remplis de courrier. Peu de temps après, ils sont à la porte de Peter et lui demandent « leur » argent.
Pendant ce temps, Ulli et Gaby s'amusent un peu, comme lorsque Gaby, nulle en anglais, est remplacée lors de son cours par Ulli. En amour, il y a aussi des duplications : Gaby flirte avec Udo et Michael puis Ulli sort avec Michael et Gaby avec Udo. Peter avoue tout aux garçons et les réconcilie. Peter, d'autre part, a du mal à avoir une double vie, il aime la chanteuse Peggy, mais maintenant il se sent attiré par son ex-épouse Grit. Cette dernière avoue à Hugo avoir des sentiments pour le chef de Peter.
À la fin, toutes ces personnes arrivent l'une après l'autre dans l'appartement de Peter, en présence des trois cambrioleurs. Ils veulent trouver l'argent et le menacent de le poignarder. À chaque coup de sonnette, les trois se cachent. Viennent d'abord Peggy puis Grit, puis le secrétaire de Peter avec un employé, qui veulent récupérer la lettre de licenciement qui est en fait destiné à un autre M. Werner dans l'entreprise. Peu après, le professeur Richard, l'amant jaloux de la responsable du dossier, Hugo, le chef de Peter et Ulli et Gaby apparaissent. Dans une bagarre chaotique avec les cambrioleurs, les trois criminels tombent, mais aussi Peter. À ce moment se présente Ferdinand, le frère jumeau de Peter, qui est félicité par le patron de Peter : Il avait longtemps désiré un homme volontaire à la tête de sa compagnie et c'est ce qu'il lui a montré avec la lettre fatidique, il le nomme administrateur de la société en le prenant pour Peter. Quand le chaos s'apaise, Peter se réveille de son impuissance. Il salue son frère jumeau, ce qui séduit Peggy et permet se réconcilier avec Grit. Peter et Grit se remettent en couple et forment avec Ulli et Gaby une grande famille.

## Fiche technique
- Titre français : La Guigne l'emporte[1]
- Titre original : Das haut den stärksten Zwilling um
- Réalisation : Franz Josef Gottlieb
- Scénario : Erich Tomek (de)
- Musique : Gerhard Heinz (de)
- Photographie : Klaus Werner
- Montage : Traude Krappl-Maass
- Production : Lacy von Ronay
- Sociétés de production : Lisa Film
- Société de distribution : Constantin Film
- Pays d'origine :  Allemagne de l'Ouest
- Langue : allemand
- Format : Couleur - 1,66:1 - Mono - 35 mm
- Genre : Comédie
- Durée : 91 minutes
- Dates de sortie :
  -  Allemagne : 5 mars 1971.
  -  France : 25 janvier 1973[1].

## Distribution
- Ulli König : Ulli
- Gaby König : Gaby
- Peter Weck : Peter Werner / Ferdinand Werner
- Gerlinde Locker : Grit, l'ancienne épouse de Peter
- Christian Anders : Michael Rainer
- Peggy March : Peggy
- Gunther Philipp : Heinrich Kletter
- Ilja Richter (de) : Udo Allmayer
- Ralf Wolter : Richard Strauss
- Christine Schuberth : Monika
- Beppo Brem (de) : Wondrak
- Hans Cossy (de) : L'inspecteur
- Walter Gross : Le professeur de mathématiques
- Walter Buschhoff : Le chef de Peter
- Michaela May : Wilma
- Karl Schönböck : Hugo Fock
- Corinna Genest (de) : Eulalia Wimmer
- Alexander Grill (de) : Franz Josef
- Herbert Fux : Herbert
- Hans Terofal : Karl
- Matthias Grimm (de) : Rolf
- Raoul Retzer : L'infirmier
- Miguel Ríos : Le chanteur
- Marianne Mendt : La chanteuse Mausi
- Peter Maffay : Le chanteur de la fête
- Franz Josef Gottlieb : Le professeur à la fête
- Willy Schultes (de) : L'employé de la Poste

## Source de la traduction
- (de) Cet article est partiellement ou en totalité issu de l’article de Wikipédia en allemand intitulé « Das haut den stärksten Zwilling um » (voir la liste des auteurs).